# Коротунка волохата
Коротунка волохата (лат. Cortodera villosa Heyden, 1876) — вид жуків з родини Скрипунових.

## Поширення
Балканський вид у складі Європейського зоогеографіного комплексу. Поширений на Балканському півострові (Сербія, Чорногорія, Словенія та ін.) та півдні Центральної Європи (Австрія, Словаччина, Угорщина).
В Україні Коротунка волохата поширена у степовій зоні.

## Екологія
Період льоту імаго з квітня по червень.

## Опис
Жук довжиною від 8 до 12 мм.

## Життєвий цикл
Життєвий цикл виду триває один рік. Личинка розвивається у стеблах та коренях Волошки лучної (Centaurea jacea) та Centaurea stoebae.